# Leucauge argenteanigra
Leucauge argenteanigra là một loài nhện trong họ Tetragnathidae.
Loài này thuộc chi Leucauge. Leucauge argenteanigra được miêu tả năm 1884 bởi Karsch.